# Trudi Ames

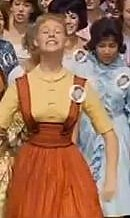
Trudi Ames in Bye Bye Birdie

Trudi Ames (Los Angeles, 10 november 1946), die geboren werd als Trudi Ziskind was een actrice die bekend werd als Ursula uit de filmversie van Bye Bye Birdie. Ook speelde ze de rol van Libby in Gidget Goes to Rome en had ze een kleine rol in The Dick Van Dyke Show, waarin ze (nogmaals) tegenover Dick Van Dyke speelde, die eerder samen met Ames te zien was in Bye Bye Birdie.
Haar latere leven is niet veel gedocumenteerd.